# Lorenzo Roverella
Lorenzo Roverella († 23. Juli 1474) war ein römisch-katholischer Prälat, der von 1460 bis 1474 Bischof von Ferrara war. Er war ein Bruder des 1461 zum Kardinal erhobenen Bartolomeo Roverella.

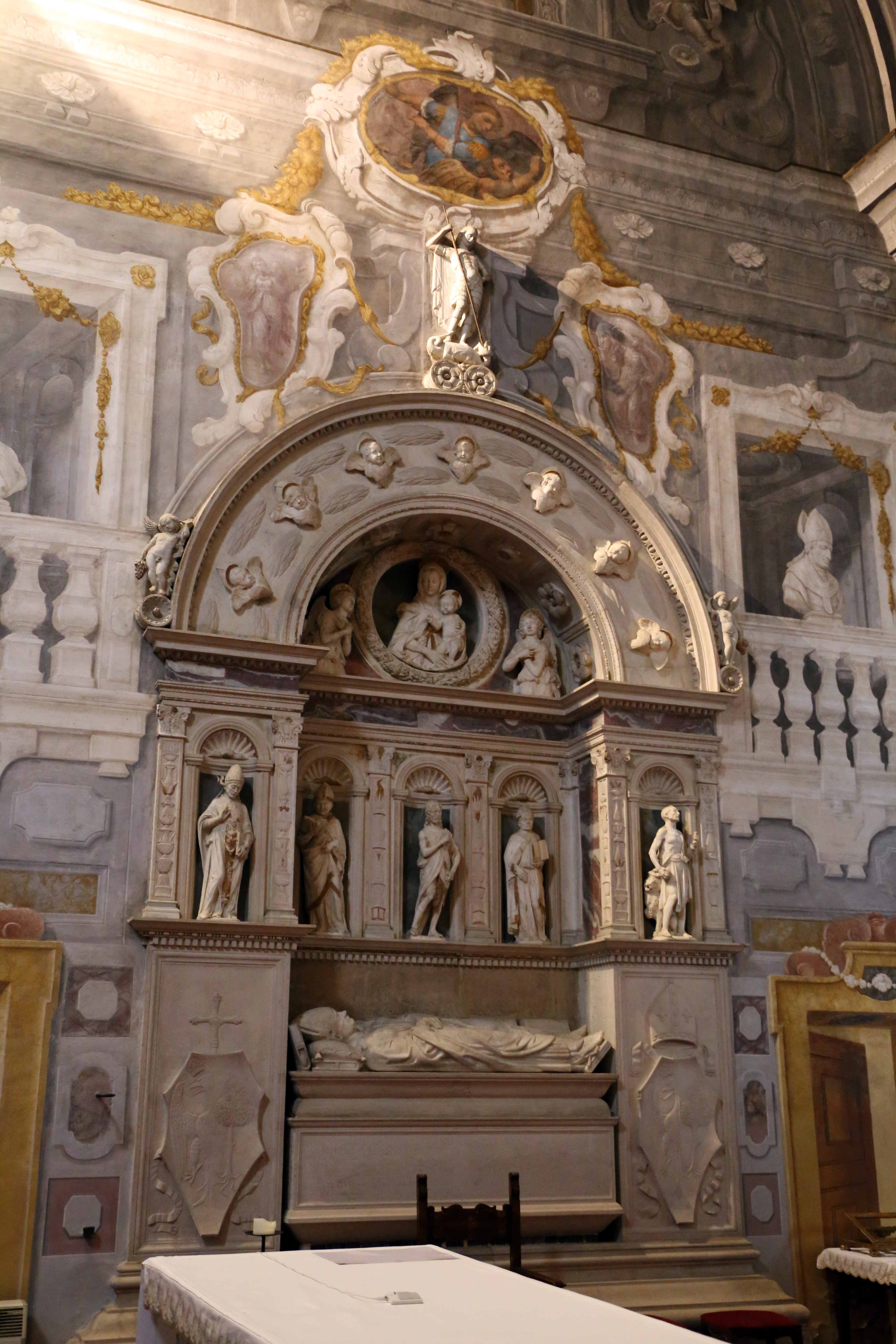
Antonio Rossellino, Grabmal von Lorenzo Roverella, San Giorgio fuori le Mura (Ferrara)

## Leben
Im Gegensatz zu seinem älteren Bruder Bartolomeo, der Jura studiert hatte und dann mit Unterstützung seines Vaters eine kirchliche Laufbahn begann, wurde Lorenzo in das Medizinstudium eingeführt und an der Artistenfakultät der Universität Padua eingeschrieben, wo er am 16. Januar 1440 einen Abschluss in den Artes Liberales erhielt und am 12. Oktober 1443 in Artes und Medizin promoviert wurde. Nach verschiedenen Lehrtätigkeiten in Padua und Ferrara sowie in Paris war er als Arzt für Papst Nikolaus V. tätig
Am 26. März 1460 wurde Lorenzo Roverella während der Amtszeit von Papst Pius II. zum Bischof von Ferrara ernannt. Er diente als Bischof von Ferrara bis zu seinem Tod im Jahr 1474.
1457 wurde er als Gesandter zu Kaiser Friedrich III. und nach Ungarn gesandt. Er wurde im selben Jahr auch zu König Ladislaus V. geschickt. 1462 wurde er als Päpstlicher Nuntius an den französischen Königshof in Paris und an den burgundischen Hof in Brüssel gesandt. Auf Bitten des Kaisers wurde er am 3. Mai 1467 zum „nuntius et orator cum potestate legati de latere“ in „ganz Deutschland“ ernannt. Dabei erfüllte er verschiedene Aufträge: Verkündung des Kreuzzugs gegen die Hussiten; Beistand für den Kaiser in den Erblanden, im Reich und auf der Reichsversammlung von Nürnberg; Bildung einer Allianz gegen die Böhmen unter Einbindung der Reichsfürsten; Organisation der Kreuzpredigt in Abstimmung und Konflikt mit dem Legaten Rudolf von Rüdesheim; korrespondierend mit der Legation Roverellas neue Anweisungen für Rudolf von Rüdesheim (März 1467).
Am 30. September 1467 verhandelte er in Linz mit dem böhmischen Adeligen Johann von Rosenberg.
Rovarella war ein Referendar in der Römischen Kurie, als ihn Papst Paul II. ernannte, um 1468 einen Ablass für den Kreuzzug gegen den böhmischen Hussitenkönig Georg von Podiebrad zu verkünden Dabei legitimierte er den Raub in den Gebieten der Hussiten, auch gegenüber Kaufleuten, und ermahnte zur Einhaltung des Handelsboykotts gegenüber den Hussiten.
Ende Mai 1471 nahm er in Iglau an der Krönung und Bestätigung des Matthias Corvinus zum König von Böhmen teil.
Roverella starb 1474 in der Benediktinerabtei von Monte Oliveto. Sein Bruder Nicolò, Generalabt des benediktinischen Zweigordens der Olivetaner, beschloss, den Leichnam in das Olivetanerkloster San Giorgio fuori le Mura in Ferrara überführen zu lassen, wo zwei Jahre später gemäß dem Willen seines Bruders Bartolomeo eine Grablade errichtet wurde.

## Schriften
- Ordinata contra Georgium de Podiebrad